# 지역 타겟팅

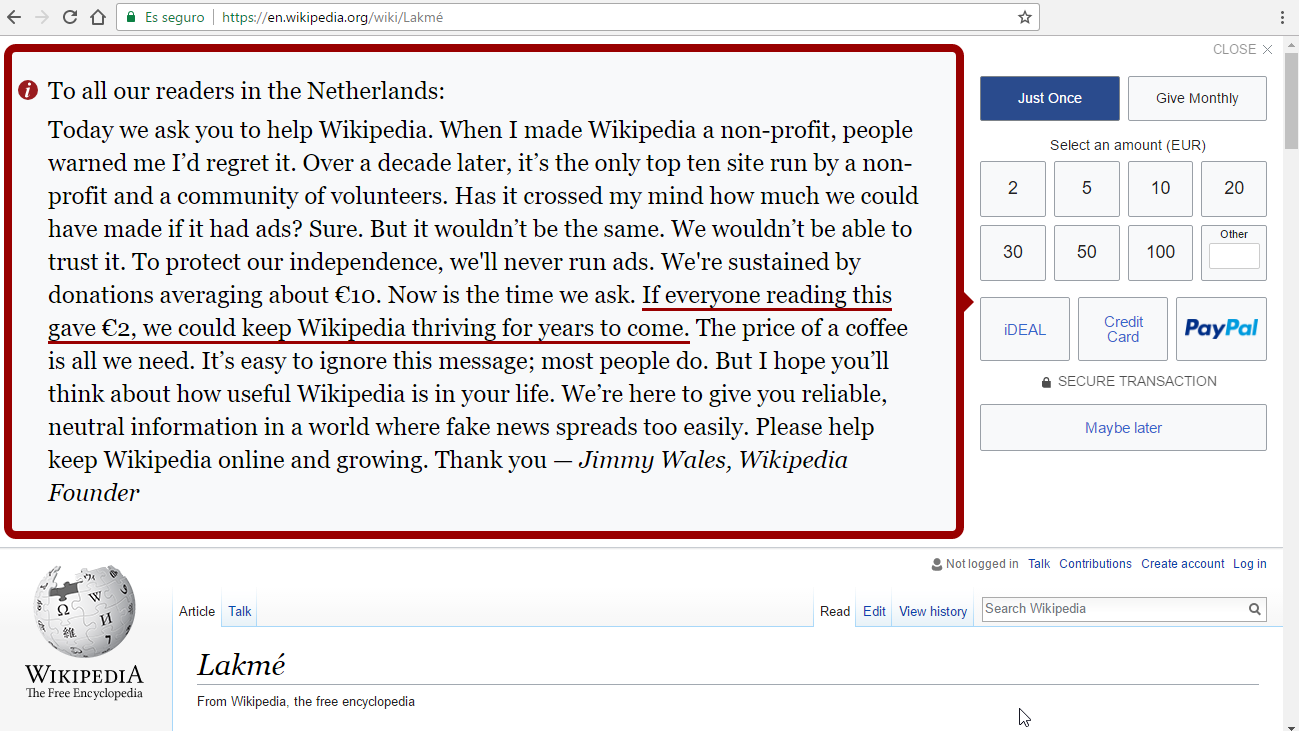
지역 타겟팅의 예시로서 기부 운동을 홍보하는 위키미디아 배너, 위 예시는 특별히 네덜란드를 타겟팅하고 있음.

지리적 마케팅과 디지털 마케팅에서 지역 타겟팅은 방문자에게 그들의 위치정보에 알맞은 콘텐츠를 제공하는 방식이다. 위치정보에서 사용되는 정보로는 국가, 지역/주, 도시, ZIP 코드, 단체, IP 주소, 인터넷 서비스 제공자 등이 있다. 지역 타겟팅은 온라인 광고에서 흔히 사용되고 있고, BBC iPlayer나 훌루와 같은 사이트가 운영되는 인터넷 텔레비전에서도 마찬가지이다. 이러한 상황에서 특정 국가에 있는 사용자만 특정 콘텐츠를 볼 수 있는 현상이 종종 발생하는데, 이는 디지털 권리 관리가 실현되는 과정이라고 볼 수 있다. 다만 프록시 서버나 가상사설망이 사용되면 잘못된 위치가 전달될 수 있다.

## 방문자가 제공한 지리정보
위치정보 소프트웨어를 사용해서 지역 타겟팅을 하면 위치정보는 방문자 또는 다른 사람이 제공한 지리정보 및 기타 개인 정보를 바탕으로 구성된다.

### 콘텐츠 선택하기
페덱스와 UPS (기업) 웹사이트 같은 일부 웹사이트는 사용자가 국가를 선택하도록 해서 지역 타겟팅을 구현한다. 그러면 그것에 맞게 사이트나 글이 나타난다.

### 자동으로 맞춤형 콘텐츠 제공
인터넷 마케팅 및 지리적 마케팅에서는 지리적 위치정보 및 기타 개인 정보를 바탕으로 맞춤형 콘텐츠가 전달되는 것이 자동으로 이루어진다. 좋은 예시가 에이스 하드웨어의 웹사이트(www.acehardware.com)이다. 해당 회사는 위치정보 소프트웨어를 활용하여 웹사이트에서 "내 지역 에이스" 섹션을 운영한다. 사이트 방문자의 위치를 활용하여 웹사이트의 온라인 찾기 서비스는 방문자에게 해당 지역에 몇 개의 매장이 있는지 보여줄 뿐만 아니라 고객이 자기 주소에서 가장 가까운 매장을 찾는 데 도움이 되는 도시 수준의 위치 찾기 지도도 제공한다. 날씨, 현지 경쟁 업체, 현지 동향 등의 현지 상황에 따라 제안받는 것이 달라질 것이다.

## IP 스파이더링
자동으로 traceroute나 핑을 쓰거나 다른 도구나 방식을 조합해서 사용자의 IP 주소를 알아내어 개인/단체/도시 수준의 위치정보를 찾아내는 방식은 훨씬 더 발전된 방식이다.
IP 스파이더링은 전체 IP 주소 공간을 어떻게 사전 분석했는지에 따라 달라진다. 40억 개 이상의 IPv4 주소가 존재할 수 있는데, 하나하나를 자세히 분석하는 것은 매우 힘들다. 특히 다음과 같은 일들이 끊임없이 벌어져서 그렇다. IP 주소는 할당되고, 재할당되고, 이동되고, 라우터가 이동되어서 변한다. 기업들은 IP 주소를 할당받거나 자신들이 이동한다. 네트워크는 구축되거나 변한다. 이러한 변화를 따라가기 위해서는 복잡한 알고리즘, 대역폭 측정 및 매핑 기술, 정밀하게 조정된 전송 메커니즘이 필요하다. 모든 IP 공간이 분석된 후에는 IP 주소 정보에서 변경된 사항이 반영되도록 각 주소를 주기적으로 갱신해야 하고, 이때 사용자의 개인정보를 침해해서는 안 된다. 이 과정은 웹 크롤러 작업과 규모가 유사하다.

## 검색 엔진 최적화에서 IP 전달
웹사이트는 검색 엔진 최적화를 위해 IP 전달을 활용하는데, 이를 클로킹이라고 한다. 검색 엔진 최적화에서는 검색 엔진이 자신의 크롤러 애플리케이션(스파이더)을 실행하기 위해 소유한다고 알려진 서버들의 IP 주소들의 목록이 관리된다. 방문자의 IP 주소를 목록에서 찾아보고 방문자가 검색 엔진 스파이더로 판단되면, 인간 방문자에게 제공하는 웹 페이지 콘텐츠와 다른 콘텐츠를 스파이더에게 제공한다. 클로킹은 대부분의 검색 엔진의 웹마스터 지침에 위배된다.
검색 엔진 지침에는 어떠한 클로킹이든 바람직하지 않다는 것이 내포되어 있지만, 합법적인 경우도 있다. 이에 대해 논란이 많은 편이며 검색 엔진 최적화 전문가들이 이를 계속 논의하고 있다.
IP 전달을 통한 "클로킹"은 "사용자 에이전트"를 통한 클로킹과 다르다. IP 주소 스푸핑은 사용자 에이전트 스푸핑보다 더 어렵고 더 신뢰할 만하지만, 검색 엔진 크롤러가 사용하는 IP 주소들의 목록을 최신 상태로 유지하기도 더 어렵다. 작동되고 있는 크롤러의 IP 주소가 담긴 목록이 오래되면 검색 엔진이 클로킹임을 감지하고 자신의 색인에서 해당 사이트를 제거할 수 있다.

## 흔한 사례
- 콘텐츠 현지화:[13] 글로벌 도메인에서 로컬 콘텐츠를 제공하려는 웹마스터[14][15]
- 저작권자와 전송 네트워크는 지리정보를 바탕으로 스트림을 제한한다.
- 클릭당 지불 광고에서 특정 위치에 거주하는 사용자에게만 광고가 표시됨
- 배너나 기타 멀티미디어 광고 같은 디스플레이 광고가 방문자의 위치를 바탕으로 표시됨[16]
- 맞춤형 콘텐츠를 제공하기 위해 IP 주소와 연관된 연결 속도 데이터 사용
- 온라인 분석 처리를 통해 도시 수준의 지리, 연결 속도 데이터, 특정 인구 통계 데이터와 IP 주소와의 상관관계가 실시간으로 확인된다.
- 성능 네트워크가 향상되면 광고주는 더 좋은 고객 타겟팅 서비스를 받는다.
- 사기 예방 프로그램은 IP 주소와 추가 정보(청구 기록, 이메일 헤더) 간의 상관관계를 통해 수상한 거래를 실시간으로 잡아낸다.[17][18]
- 해당 도시의 다양한 콘텐츠를 웹사이트에 올려서 하는 도시 홍보.[19] 이러한 웹사이트를 통해 많은 도시 소비자에게 해당 도시에서 판매되는 상품과 서비스를 홍보할 수 있다. 상품 및 서비스 관련 검색보다는 도시 관련 검색 때문에 특정 도시에 대해 검색하는 사람들은 이러한 웹사이트가 내보내는 광고를 마주치게 된다. 이러한 방식으로 상점이나 식당 등은 자신의 지역에 있는 소비자에게 광고하고 접근할 수 있다.
- IP 위치정보를 사용하여 현지 시각에 맞는 콘텐츠 제공[20]
- 데이터를 근처 서버에서 제공하기 위해 콘텐츠 전송 네트워크 사용
- 웹사이트 개인화: 방문자의 위치에 따라 웹사이트 콘텐츠가 변경되고 교체됨
- 개인화 마케팅 또는 가구 IP 타겟팅을 통해 각 건물과 주택에 디스플레이 광고를 한다.
- 콘텐츠/광고 검증 - 콘텐츠 규정 준수 또는 광고 검증을 위해 IP 변경[21]

## 같이 보기
- 디지털 마케팅